# ガーシー
ガーシー（1971年〈昭和46年〉10月6日 - ）は、日本の政治家、実業家。前参議院議員（1期）、元YouTuber。本名は、東谷 義和（ひがしたに よしかず ）。

## 概要
オーナーとしてバー『MACCA』を東京・大阪・札幌・沖縄で経営。ロンドンブーツ1号2号の田村淳、島田紳助、UVERworldのTAKUYA∞、ONE OK ROCKのTAKAをはじめ多くの芸能人と親交を深める。
代表取締役社長として、西麻布のバーや芸能事務所、株式会社「ever free」を設立。アパレルブランド「QALB」（カルブ）の立ち上げなど多数の事業に携わり、のちに事業譲渡をした。
1994年から2021年まで、アパレル会社「QALB」社長、芸能事務所の設立、芸能人へのアテンド業などを行っていた。2022年2月14日にYouTubeチャンネル『東谷義和のガーシーch【芸能界の裏側】』を開設し、その後はYouTuberとして活動していた。
その後、ギャンブル依存症に陥り、資金を稼ぐために様々な芸能人の名前を利用した詐欺を行った。
しかし、YouTuberのヒカルから自身の名前を無断で利用した詐欺行為を告発され、警察から連絡が来たため、友人の助言に従いドバイに活動拠点を移した。その際の所持金は僅か110円であった。
その後、今まで関わった芸能人たちの私生活を動画で暴露する暴露系YouTuberとなった。
2022年、NHK党から第26回参議院議員通常選挙に比例区で立候補。個人得票287,714票を得て、党名簿登載者第1位の得票数で当選し、参議院議員となった。
しかし、当選以降も正当な理由なくドバイに滞在し続けた。参議院議員の在職中は、一度も日本に帰国せず登院することはなかった。そのため参議院から「公開議場における陳謝」の懲罰事犯を受けたが、これにも応じなかった。
2023年3月15日、参議院はガーシーへの除名処分を決定し、これにより、この日限りで参議院議員を失職した。この除名処分は、現憲法下の国会議員では1951年の川上貫一（衆議院議員）以来72年ぶりで3人目、参議院議員としては1950年の小川友三以来73年ぶりで2人目である。
2023年3月16日、3人の著名人を自身の動画で常習的に中傷、脅迫したとして暴力行為法違反（常習的脅迫）や名誉毀損などの疑いで、動画撮影に携わった知人の男性とともに警視庁捜査2課より逮捕状請求がなされた。
同年4月14日、国際刑事警察機構より国際手配された。
同年6月4日、ドバイから成田国際空港に帰国したと同時に逮捕された。

## 経歴

### 幼少期・関西時代
兵庫県伊丹市出身（西宮市出身とする報道もある）。伊丹空港の近くで、在日韓国・朝鮮人が多く住むコリア・タウン区域出身。家族構成は高校教師の父、母、妹。
高校教師の父親は、兵庫県内の公立高校の校長まで務めたという。
伊丹市立伊丹小学校、伊丹市立西中学校、兵庫県立伊丹西高等学校、阪南大学経済学部を卒業。大学入学後は走り屋をしていた。
大学卒業後、兵庫ダイハツに就職したが1週間で退職。1994年（平成6年）に大阪で板金工場や車の販売代理店を開業し、大阪ミナミのバーで偶然に出会ったヴェルディ川崎の廣長優志を介してロンドンブーツ1号2号の田村淳と親交を持つ。

### 上京・経営者時代
1995年（平成7年）に田村淳の誘いで上京する。東京で自動車業を経営しながら、田村淳の家に約1年居候した際に俳優の唐渡亮を介して島田紳助と親交を持つ。
東京六本木にアメリカザリガニの平井義之と共同経営でバー『MACCA』を開き、そこから芸能人の知り合いが急増した。2000年に入ってから札幌すすきのと大阪北新地と沖縄で『MACCA』を開店した。
2006年（平成18年）に東京西麻布でバー『プライブ』を経営した。俳優やミュージシャンが多く来店したことがきっかけで著名人のアテンド役を買って出た。並行して知人の元「いいとも青年隊」の岸田健作などが所属する芸能事務所も始めた。2011年（平成23年）に東日本大震災を機に店を畳もうと決意し「プライブ」を閉店する。
2017年（平成29年）5月26日に株式会社「ever free」を設立し、代表取締役社長としてアパレルブランド「QALB」（カルブ）を立ち上げる。主にアパレル製品の販売、テレビ番組やラジオ番組の企画や制作、広告代理店業務を行う。ブランドネームの「QALB」はアラビア語で「心臓（ハート）」を意味し、『もう飽きた、だから新しいカタチを』をブランドコンセプトとした。ブランドロゴは『NO MERCY』で、これは日本語で『慈悲はありません』を意味する。「QALB」の公式Instagramに多数の商品を掲載し、新田真剣佑、山田孝之、Niki、藤田ニコルなど、多くの芸能人がブランドモデルを務めた。
2019年（令和元年）5月18日、幕張メッセで開催された日本最大級のファッション＆音楽イベント「Rakuten GirlsAward 2019 SPRING / SUMMER」では、山田孝之が『QALBステージ』の総合演出プロデューサーを務めた。SKY-HI、TAKUYA∞ (UVERworld) が登壇し、シークレットゲストとしてムロツヨシ、マギーがパフォーマンスを行った。佐藤健、新田真剣佑が出演する映画『るろうに剣心最終章TheFinal / The Beginning』のスタッフパーカーも作成した。
2020年（令和2年）6月、株式会社「ever free」代表取締役社長を辞任し、事業を譲渡した。

### 没落
その後、バカラによる違法賭博やギャンブル等にのめり込み、ギャンブル依存症に陥る。億単位をギャンブルで消滅させ、新田真剣佑から借りた6,000万円の借金を含めて約3億円の負債を抱える。またBTSに会わせる代わりにお金を要求した詐欺行為に関しても、ギャンブルをするお金欲しさであり「ギャンブルに依存しすぎて戻れなかった」と話した。
ギャンブル依存症で自殺した父と同じ道を歩むことを決意し、雪山で泥酔して死ぬことが1番楽だと思い実行するも自殺未遂で終わる。後に母親から「ギャンブルで大切な人を2人も失わせないで」と強く叱責を受け、改めて命の大切さを知ったという。その後ドバイへ逃亡。
2021年（令和3年）12月10日に、YouTuberのヒカルがYouTubeで東谷の詐欺行為を暴露した。詐欺行為の内容は、企業PR動画のために「ヒカルをキャスティングできる」と話をもちかけて広告費用とキャスティング費用を要求するというものだった。また、ヒカルへ告発した男性社員によると、東谷はほかの有名人やユーチューバーに関してもキャスティングできると騙していたことも判明した。しかし、キャスティング費用を振り込んだが最後まで動画撮影は行われず、返金要求をすると「返金する」と言いながら返金期間を延ばして返金しなかった。その後、被害者が警察へ被害届を提出。西淀川警察署から東谷へ直接連絡が来たことをきっかけに、友人の助言に従い親戚から借りた現金を持ってドバイへ国外逃亡する。知り合いの弁護士に相談したところ最悪5年の刑務所入りもあると聞き「55才（当時50才）でシャバに出て何ができんねん。何とか返済して示談にもちこまなアカン」という必死な思いだったという。

### YouTuber転身以降・活動家時代

#### 暴露系YouTuber
2022年（令和4年）2月14日にYouTubeチャンネル『東谷義和のガーシーch【芸能界の裏側】』を開設し、世間へ素性を公表して活動開始した。ヒカルの告発動画により、これまでの社会的信用を失ったと怒りを露わにし、今まで手厚くアテンドをしてきた芸能人達に掌返しをされた事で復讐心に火が付き、暴露系YouTuberとして活動を始めたとされている。3月4日にサブチャンネルとして『ガーシーのサブチャンネル』を開設し、反暴露系をコンセプトに良い話、楽しい思い出話、地域ごとでおすすめの飲食店に関する情報を中心に動画をアップしている。
同年4月4日、参議院行政監視委員会で質疑に立った浜田聡議員が、「ガーシーチャンネル」のあらましと、東谷によって賭博行為や詐欺行為を暴露された芸能人がNHKに出演していることについて、真偽不確定ではあるが真実だった場合に問題になると、情報提供を行った。
同年4月7日に『東谷義和のガーシーch【芸能界の裏側】』のチャンネル登録者数が100万人を超えた。初投稿から49日目の到達は歴代チャンネル登録者数達成日数ランキング第9位である。
同年4月からアルバイトを辞めてYouTubeの活動に専念。
同年5月25日に『東谷義和のガーシーch【芸能界の裏側】』の生配信で、7月10日投開票の第26回参議院議員通常選挙比例代表にNHK党公認で立候補する意向を表明した。NHK党は5月26日に東谷の擁立と選挙で通称「ガーシー」を使用することを公表し、使用した。
同年7月5日、YouTubeチャンネルのアカウント削除対策のため、メインチャンネルは街録chとのコラボ動画と選挙投票についての動画、サブチャンネルは島田紳助の引退の真相について語った動画を除き、動画はすべて削除された。以降は、サロンができるまで、メインチャンネルでは生配信のみを行い、配信終了後はアーカイブ動画を残さず、切り抜きでの拡散を行っている。
同年7月13日、YouTubeのメインチャンネルとサブチャンネルがアカウント停止となった。
同年7月16日、前述のYouTubeアカウントの停止を踏まえ、これからは視聴者からYouTubeアカウントを譲り受け、そのチャンネルでの生配信を行うと発表した。そのチャンネルで発生したスーパーチャットを含めた収益の全額をそのアカウントの持ち主に渡し、参議院選挙の公約でもある47都道府県暴露もこの方式で行うという。また同月19日には、募集したYouTubeアカウント数が1000以上集まっており、YouTubeのみでの生配信は登録者数が1000人未満では生配信ができないため、その人数に達してないチャンネルでは撮影した動画を上げ、達しているチャンネルでは生配信を行うと明かした。

#### 政界入り
2022年（令和4年）7月10日、第26回参議院議員通常選挙の投開票が行われた結果、NHK党が比例区で1議席を獲得。東谷がNHK党の候補者内で得票数1位であったため、初当選を果たした。開票当日のTwitterトレンドワードランキング第1位に「ガーシー当選」が選ばれ、比例選候補者・得票ランキング第10位の票数を獲得（得票数287,714票）。NHK党の得票率が2％に達し、公選法上の政党要件維持に貢献した。
同年7月15日、NHK党党首の立花孝志が東谷について、初登院となる同年8月3日召集の臨時国会を欠席すると発表。当人はその理由を「自身が詐欺容疑で警察による捜査が行われており、帰国すれば逮捕される恐れがあるため」「安倍さんの件で、ああいったことが日本で起こるってことを見たときに、愉快犯も含めて、俺のこと何かしようと思うやつが出てくるやろうなと思ってます。ぶっちゃけ、めちゃくちゃ怖いです」と述べており、逮捕されない保証がない限りドバイから帰国する予定は今のところないと語っている。また、同年7月26日に渡航先を「アラブ首長国連邦」、目的を「政治経済事情調査」、帰国日を「未定」とする海外渡航届を提出していたが、同年8月2日に参議院議院運営委員会に却下されている。最終的に、8月3日に召集された第209回国会において、3日午前の本会議を欠席、最終的に東谷は会期中登院しなかった。
同年7月28日、本人からの申請に基づき議員氏名として「ガーシー」を使用することを山東昭子参議院議長が許可した。外国語表記は「GaaSyy」となる。カタカナのみの通称使用で活動したのは、2002年に繰り上げ当選したフィンランド出身のツルネン・マルテイ（民主党）以来の2例目である。
同年8月2日、幻冬舎より初の著書『死なばもろとも』を出版。本のキャッチコピーは『令和のダークヒーロー。初の紙爆弾。』。自身の人生、アテンダーという裏稼業の実態、芸能界の表と裏、政治・経済・芸能・メディアの腐敗について書かれている。発売前からAmazon出版総合ランキングで第1位に輝く。初版部数5万部、発売1日で発行部数10万部を突破した。
同年7月31日、規約違反でアカウント凍結を受けた自身のメインのYouTubeチャンネルに変わって新たなYouTubeチャンネルを開設し「これからとことんやったるから見とってやー！」と視聴者に復活を宣言するも、新たなアカウントは開設宣言から約10時間後までにアカウント停止となった。
同年8月12日、YouTuberコレコレとのコラボ配信のなかで、初めての国会登院は2023年に召集される通常国会と公表した。不逮捕特権のなか取り調べは受ける覚悟だと話した。
同年8月19日、自身のInstagramで9月1日からオンラインサロン『GASYLE（ガシる）』を開設することを発表。サロン会員には浜辺美波、橋本環奈、川口春奈といった有名女優のパパ活に関連する暴露を公開するといった真偽不明の宣伝を行い、同月23日にプレオープンした。
同年9月30日、与野党は参院議院運営委員会理事会で提出していた海外渡航届について、10月3日召集の臨時国会でも許可しないと全会一致で決めた。
2023年1月11日、動画投稿サイトで著名人を繰り返し脅迫する内容を配信したなどとして、警視庁捜査2課が東谷の関係先を暴力行為等処罰法違反（常習的脅迫）や名誉毀損容疑などで家宅捜索した。
同年1月30日、尾辻秀久参議院議長が国会への出席を求める「招状」を発出した。国会法の定める7日間の出席期限を過ぎたため、2月8日に議長が懲罰委員会に付託した。
同日、ガーシーは一般社団法人Colaboに関して「委託費の流用防止に関する最低限の条項すら契約書に記載していない団体は補助の適格性を欠く」などの質問主意書を議員になってから初めて提出した。2月17日の閣議において政府は「補助はさまざまな観点から総合的に判断されるものだ」などと回答した。

#### 参議院議員除名
2023年2月21日、参議院懲罰委員会は、国会への欠席を続けるガーシーに対し3番目に重い懲罰である「公開議場における陳謝」を科すことを全会一致で決めた。与野党には即刻「除名」を求める声もあったが、事前の話し合いで日本共産党などが「民意で選ばれた国会議員の首をいきなり切っていいのか」と、最も重い除名に突き進むことに慎重な立場を示したため、全会一致を優先し「除名」を回避。2番目に重い懲罰の「登院停止」は懲罰理由が「登院しないこと」である本事案においては懲罰としての意味をなさないため、登院が必須となる「議場での陳謝」に落ち着いた。一方で共産党はガーシーが陳謝に応じない場合は除名に反対しない考えを示した。翌日22日、参議院でNHK党を除く与野党の賛成多数で可決された（れいわ新選組は棄権）。
同年3月7日、党関係者を通じて陳謝が予定されている参議院本会議を欠席する意向を示した。ガーシーは同月6日の時点で「トルコ・シリア地震の被災地支援と視察」を目的としてトルコへ渡航しており、陳謝する動画の提出を希望したが、参議院議院運営委員会の与野党理事が拒否した。
結局、ガーシーは「公開議場における陳謝」の懲罰が予定された同月8日の参議院本会議を欠席した。同日、尾辻参議院議長は「院議に従わなかった」と述べ、再び懲罰委員会に付託することを宣言した。同日これを受けて、NHK党党首の立花は自身の引責辞任と、後任を大津綾香とし党名を「政治家女子48党」に変更することを発表した。ガーシーは10日にSNSを更新し、「『日本に帰らなくていい、国会に出なくていい』と言ったの俺じゃないからね、立花さんやからね」「いまさら連れ戻せなくて、その責任取って辞めます。名前は“女子党”にしますって、ただのジョークやん。コントでしょ、ただの」などと立花に対する不満を述べた。
参議院懲罰委員会（鈴木宗男委員長）は同月14日、ガーシーに対し最も重い懲罰の「除名」を科すことを全会一致で決めた。15日の本会議で3分の2以上が賛成すれば除名が正式に決まり、東谷は約7カ月半で議員資格を失うことになる。国会議員の除名は1951年の川上貫一（日本共産党）への処分以来72年ぶりで、現行憲法下で衆参合わせて3例目となる。国会への不登院が原因となる除名処分は初となる。または参議院議院運営委員会は東谷が除名された場合、議員の身分を失った前職議員に交付される「前議員記章」（前議員バッジ）について「一度も登院せず、院議に反した」として交付しない事も決定した。自民党の世耕弘成参議院幹事長は議運の決定について「登院をしなかった人が除名後に国会内に立ち入るのは矛盾している」と議運の判断を支持するコメントを出している。
同月15日、参議院本会議は「東谷義和」（ガーシー）を除名とする懲罰案を可決した（賛成235、反対1）し、これにより東谷は参議院議員を失職した。
東谷義和の失職に伴い、政治家女子48党で選挙当時のNHK党の比例名簿から繰上当選として欠員補充される見込みとなったが、名簿登載者の個人得票数で東谷に次ぐ2位であった山本太郎（れいわ新選組の代表とは同姓同名の別人）、3位であった黒川敦彦が既に同年2月の段階で離党し比例名簿から削除されているため、4位であった齊藤健一郎（同党副党首）が同年3月23日の中央選挙管理委員会による選挙会で繰上当選が決定した（当選の効力は官報告示となる翌24日付）。
除名決議を受けて、東谷義和（ガーシー）は同日に滞在先のドバイからの動画配信で「どんな気持ちと言われてもどんな気持ちもない。議員であることに執着していなかった」と語った。また、本会議当日は国会正門前で政治家女子48党の幹部やガーシーの支援者が約100人超が集まり「除名反対デモ」が行われた。

#### 議員除名後
3月16日、警視庁捜査2課は、東谷と配信動画の作成に関わった知人の元大阪府警察警察官で会社経営者の40代男性1名について俳優の綾野剛、ドワンゴ創業者の川上量生、ジュエリーデザイナーの福谷公男の3人を常習的に脅迫し名誉を毀損したとして、暴力行為等処罰ニ関スル法律（暴力行為等処罰法）違反（常習的脅迫）、強要、名誉毀損、威力業務妨害の容疑でガーシーの逮捕状を請求、同日発行された。警察庁は外務省に旅券（パスポート）返納命令を出すよう要請しており、国際刑事警察機構（ICPO）を通じて国際手配を要請し、同年4月14日までに国際手配されたことが明らかになっている。
元大阪地方検察庁検事の前田恒彦によれば、脅迫事件を担当する警視庁捜査1課ではなく、経済事件を担当する捜査2課が暴力行為等処罰法の常習的脅迫罪で東谷義和（ガーシー）を立件した背景について、「マネー・ロンダリングなどを規制している組織的な犯罪の処罰及び犯罪収益の規制等に関する法律（組織犯罪処罰法）は、財産上の不正な利益を得る目的で罪を犯し、報酬などを得た場合を犯罪収益と規定した上で、その隠匿や収受などを禁止し、没収や追徴、保全のための起訴前の口座凍結などを認めている。ただ、すべての犯罪がその前提となっているわけではなく、法定刑が長期4年以上の重罪に限られている。暴力行為等処罰法の常習的脅迫罪は最高で懲役5年だから、恫喝動画の配信で得た報酬は犯罪収益にほかならない。そうすると、これを親族など他人名義の預金口座に振り込ませていれば、本人を犯罪収益隠匿罪に問うとともに、親族ら協力者を収受罪に問うことが可能となる。さらには、関係する預金口座を凍結でき、没収や追徴による収益のはく奪までできることになる。捜査2課による奥の手ともいえる親族方への捜索は、ガーシー氏を巡る資金の流れを徹底的に洗うことで、マネー・ロンダリングのほか、脱税など金絡みの余罪を掘り起こすことが狙い」としている。
永田町関係者も警視庁捜査2課が別件での逮捕を狙っているとの見方を示し、「捜査2課が動いて、ガーシーの実家へのガサ入れや動画の編集スタッフを逮捕したのも不正なカネの流れを追っていたからで、脱税などになってくると次元が違ってくる」としている。
同月17日、政治家女子48党の大津綾香党首（当時）は会見で「規約として公認しているか、議員でないと党員ではない。ガーシーは党員ではない、という見解」と述べ、党規約で国会議員を除名された同月15日付で同党の党籍を喪失していることを明らかにした。
同月23日、外務省は東谷に対し「旅券法第19条の2第1項の規定に基づく一般旅券の返納命令」を出し、同年4月13日までに旅券を返納するよう命じた。返納に応じない場合は一般旅券が失効し、滞在国で不法滞在扱いとなり強制送還となる場合がある。
同月24日、警視庁が兵庫県伊丹市の東谷義和（ガーシー）の実家の家宅捜索を行った。東谷義和（ガーシー）は動画配信によって生じた収入を妹名義の口座を介して得ており、この妹が住んでいた実家の捜索が不可欠と判断した。
東谷義和（ガーシー）は実家の捜索を受けて同日にInstagramのライブ配信で「頼むからオカンは勘弁してください。ホンマに。ホンマに、オカンだけは勘弁してください。70代のオカン捕まえて拘留して何が出るんですか。親父も自殺して、俺まで犯罪者みたいになって、これ以上オカンを苦しめたくないんです。何も知らないんですよ、ホンマに」などと訴えた。
この訴えに対し、所属していた政治家女子48党幹事長の黒川敦彦や資金を提供していた医師の麻生泰、FC2創業者で盟友とされる高橋理洋など一部の人物が東谷を擁護する主張も見られた
一方で、SNSで東谷と度々論争を繰り広げ、東谷から妻についても挑発する発言をされていた西村博之や、自身も長年にわたり他人から誹謗中傷の被害に遭っていたスマイリーキクチなど、多くの識者や著名人は東谷の発言を批判している。
さらに警視庁は、東谷が使用しているSNSのツイキャス、TikTokの運営会社に対し東谷のアカウント凍結を要請した。告訴後も東谷が同ツールを通じて発信を続けている事から、二次被害を抑制する目的とみられ、同年4月7日までに東谷のツイキャス、TikTokアカウントが凍結されている。
同年4月12日、東谷義和（ガーシー）が滞在中とされるアラブ首長国連邦の日本総領事館に一般旅券（パスポート）の紛失を届け出たことが明らかになった。これにより旅券法の規定に基き東谷の一般旅券は失効となり、翌13日付の官報で告示された。東谷義和（ガーシー）はアラブ首長国連邦の「ゴールデンビザ」（投資家などに与えられる居住ビザ）を所有していると主張しており、旅券失効後の滞在の可否については当事国が認めるかどうかが焦点となっている。なお、東谷とともに逮捕状が出ていた知人の40歳男性については同年3月24日付で旅券の返納命令が出され、同年4月14日の返納期限を迎える直前にアラブ首長国連邦から帰国し、同月14日夕方に成田空港で警視庁に逮捕されている。男性は5月2日に処分保留で釈放され、7月26日付で不起訴処分となった。
警視庁は5月下旬にアラブ首長国連邦に捜査員を派遣し、現地当局に東谷の帰国に向けた協力を要請した。

#### 帰国後逮捕
2023年6月4日、東谷義和（ガーシー）がドバイから日本へ帰国する情報が各メディアで報じられた。前述の通り、捜査当局とUAE側との折衝に加え、捜査関係者によると、東谷の国際手配についても身柄拘束を求める「国際逮捕手配」に切り替えていた。
捜査関係者は「（東谷は）自主的な帰国ではない」としており、当日朝にUAE当局から外務省を通じて警察庁に対し、具体的な航空便を示したうえで「東谷を帰国させる」という連絡が入っており、UAE側による事実上の強制送還の措置が取られたとみられる。一部報道では、現地で東谷が知人と食事のために外出したところをUAE側の捜査当局により連行され、着の身着のままで帰国便に乗せられたとされており、帰国時の持参物はスマートフォン1台のみで現金などは保持していなかったという。同日午後、成田空港に到着した東谷は警視庁により暴力行為等処罰法違反などの疑いで逮捕され、同日中に警視庁に身柄を移された。

#### 起訴、公判
2023年6月23日、東京地検は東谷を暴力行為等処罰ニ関スル法律（暴力行為等処罰法）違反（常習的脅迫）の罪などで起訴した。同月24日、自身を刑事告訴した綾野と福谷をSNSで脅したなどとして、警視庁に証人威迫容疑で再逮捕された。インスタグラムやツイキャスで「裁判に出てくるってことがどんだけタレントとして致命的かよう考えて出てこいよ」「こんなことしたら嫁と子どもが余計生きづらくなんねんで」などと脅した疑い。7月10日、証人威迫の罪で追起訴され、同日、東谷の弁護人が東京地裁に保釈を請求したが、7月12日、東京地裁は保釈請求を却下する決定をした。7月13日、東谷側は決定を不服として準抗告したが、東京地裁はこれを退けた。東谷は2度目の保釈請求を行ったが、8月7日に東京地裁は却下する決定をした。8月25日、3度目の保釈請求を行ったが、8月30日、東京地裁は保釈を認めない決定をした。9月19日、初公判が行われ、東谷は起訴内容を大筋で認め被害者に謝罪した。東谷側弁護人は脅迫行為の常習性について争う意向を示した。同日、4度目の保釈請求を行い、9月21日、東京地裁は保釈を認める決定をした。保釈保証金は計3000万円で、即日納付。同日夜、東谷は勾留先の東京拘置所から保釈された。
2024年2月8日、東京地裁で開かれた公判で、検察側は懲役4年を求刑した。3月14日、判決公判が行われ、懲役3年・執行猶予5年の有罪判決が言い渡された。検察側、被告側の双方が控訴しなかったため、同月29日にこの判決が確定した。
裁判では被告人質問の際「二度と動画配信はしたくない」と話し、論告求刑公判でも「もう二度とこのようなことはしないと誓う」と語っていたが、5月1日に弁護人を務めた高橋裕樹弁護士のYouTubeチャンネルで生配信を開始。「今後の活動と絶対に許せない●●を告発」と予告していたが、開始3分で配信が止まり、画面が「この動画は、YouTube利用規約への違反により削除されました」との表示に切り替わった。その後、美容師の菊地勲のインスタグラムから生配信を続行。今後については趣味のウエイクサーフィンの大会に出場することを告知し、仕事のオファーがあれば、引き受けたいとした。予告していた「絶対に許せない」の内容は「僕の名前を使ったり、親しいとの位置づけで、ファンから投資話を持ち掛けている輩がいる。認知していないし、OKも出していない」と怒り、今月中に被害者へ返金しない場合は刑事告訴すると警告した。

## 人物・エピソード
- 飲酒と喫煙はしない。酒は体質上飲めない[注釈 10]。そのため、酒の席で泥酔していた人たちが後日覚えていないような痴態も同席した東谷は覚えていることが多いという[動画 1]。
- 島田紳助を尊敬している。東谷と島田に深い親交自体はなく島田のファンを公言する飲み屋の店主と時々来店する客という間柄でしかなかったが、東谷の実父が亡くなったとき、どこからか訃報を聞いた島田紳助は多忙のスケジュールの合間を縫い東京で行われているテレビ番組の収録現場から、兵庫県伊丹市の葬儀場に向かい、時々利用する程度の飲み屋の店主でしかない東谷に島田は一言声をかけて東京へ戻っていったというエピソードが東谷の口から語られている[149]。
- リコピンアレルギーのためトマトが食べられない。
- 阪南大学に入学後は一切授業に出ず、友人に出席の代行をしてもらいながらアルバイトに明け暮れていた。そして、稼いだバイト代で自らの改造車を整備しながら走り屋として環状線を逆走したり峠を走ったりしていた[動画 2]。
- 夜の街の大阪ミナミのバーなどで働き始めてから多くの芸能人たちと知り合い、彼らに自ら選別した容姿端麗な女性をアテンドしたり、売れない女優やモデルを裕福な社長や経営者、業界関係者に紹介するなどのパパ活業務の斡旋などによって幅広い交友関係を作ることができたと振り返っている[20]。
- 実父がギャンブルによる借金を払いきれず自ら命を絶ってしまった時に、闇金に支払いを催促されたり、母親が落ち込んでいたのを間近で見た経験から、自殺という行為に対して怒りを覚えるようになった[動画 1][150]。
- 親交のある芸能人やインフルエンサーには、「ガーシー」「ガッシー」「ガッちゃん」「東さん」と呼ばれている。
- 普段から親交があった主な芸能人は新田真剣佑、城田優、綾野剛、山田孝之、賀来賢人、佐藤健、山下智久、ムロツヨシ、錦戸亮、三浦翔平、SKY-HI、生田斗真[動画 6]、TAKUYA∞ (UVERworld)、TAKA (ONE OK ROCK)、桑原彰 (RADWIMPS）。また、自身と親しいRADWIMPSのギタリストである桑原彰などの人脈を通じて、直接的な友人関係ではないRADWIMPSのボーカルである野田洋次郎の大きな不祥事に繋がる情報もいくつか握っていると語っており、そういった間接的な人間関係を利用した暴露も自らのYouTubeチャンネルやサロン内で行っていた[151][動画 7][152][153][154]。
- 女性では池田エライザや広瀬アリスとも親交があり、イ・ホンギのファンであった広瀬アリスに居合わせたホンギを紹介したこともあったと東谷は話している[動画 8][動画 9]。
- 橋本環奈、川口春奈、浜辺美波等有名女優に関連するパパ活などの暴露話や不祥事、エピソードについては彼女たちや彼女たちの周りと関係が深いタレントの蓼沼楓、ミュージシャンのSxun(元Fear, and Loathing in Las Vegas )等が東谷やその友人たちとも関係が深く、そういった間接的な人脈を通じて実際にやりとりされていたメッセージや実際の写真、動画などの証拠を東谷が手に入れる形で東谷の動画の視聴者へ情報を提供していた[155][156][157]。
- 性行為の際は避妊具を付けない主義だと話している[動画 10]。
- インターネットの中で好感度の高い女優ほど、裏では演技の仕事にさほど興味がなく自分達のような人間と酔い潰れるまで遊んだり、悪口が多かったり、性格の裏表が激しい猫かぶりの人間が多く、逆にYahooニュースのコメント欄やSNSで嫉妬による憶測からなにかと叩かれがちな女優ほど最初から変な遊び場にも顔を出さないで演技の仕事に真剣でストイックな努力家の人間が多いと知ってから、大衆やたいした取材力や証拠もないメディアが語る女優の人間性なんて全て虚像でアホくさいと感じるようになったと語っている[61][動画 1]。
- ガーシーは賭け麻雀やバカラ賭博などのギャンブルにはまり、2021年で3億円ほどの借金があったという[20]。
- 自身が暴露をする芸能人については「自身が暴露を始めた時や、ギャンブルで多額の借金をしている時に自身に対して心配の連絡をしなかった芸能人」を対象にしている。また、芸能人の暴露宣言を始めた段階で自身に誠意のある連絡や謝罪をしてきた人間の暴露は止めることもある。しかし、これらの東谷による独善的な基準によって暴露をする人間を最初の段階から選んで攻撃している節があるため、そういった東谷に媚を売る一部の友人に忖度するような姿勢を東谷の動画の視聴者から批判されることもたびたびあった[158][159]。
- 交際相手として未成年が好みであると発言しており、東谷自身はお互い合意の上であれば未成年と交際していても問題がないと考えている[動画 10]。
- InstagramによるインスタライブやTwitterによるスペース機能[注釈 11]を、気楽に話す用途として不定期に配信している。
- 2022年7月10日投開票の参議院選挙に出馬した理由を「お金」「不逮捕特権」「エンタメ界を変えるため」「影響力の拡大」と述べた[61][160][161][注釈 12]。キャッチコピーは「ウソの正義よりも真実の悪」[163]。
- 2022年7月19日のインスタライブで、チャンネル登録者数が100万人を超えると贈呈される金の盾について、「Googleから『ふさわしくないので渡せません』という連絡が来た」と明かした[164][注釈 13]。
- 人生初めてのYouTube撮影はドバイの日本料理屋でアルバイトをしていた寮から[166]。
- 究極の目標は「アラブの王族に入ること」であり、理由としては「日本に帰国するための一番安全な方法だと思うから。」と明かした[167]。
- 2023年6月3日午後8時40分頃、ガーシーが友人の日本人男性2人と一緒に食事をしにドバイの自宅レジデンスから外出しようとした時、突然、10数人ほどの屈強な体格をした男たちがガーシーの乗った車を取り囲んだ。そして、男たちは車のドアを強引に開けて、ガーシーたちのそれぞれの腕を引っ張るなどして車内から外に引きずり出した。その時の様子を一緒にいた日本人男性は「ラフな格好だったので、一瞬、強盗かと思った」と語ってる[168]。
- ドバイでガーシーが拘束された時、インターポールでのガーシーに対する国際手配が「青手配」から「赤手配」に切り替わっていた[168]。そして、その時、ガーシーは「いや、もう日本帰って戦うわ。真実を話してくる。俺、何も悪いことしてへんし」と語ったという[168]。
- 2023年6月4日、ガーシーは自身の動画で常習的に芸能人たちを脅迫したとして成田空港で警察に逮捕された。この時、ガーシーは金髪に無精ひげをたくわえ、ピカチュウの青いTシャツに下は白の短パン姿、足元はサンダル履きだった[169]。ピカチュウの青いTシャツはフランスの高級ブランドの「Balmain」（バルマン）のもので、定価は6万2700円とされている[169]。
- 2024年6月、落語家に転身すると宣言したことが複数のメディアで報じられる[170]。この宣言は2024年6月4日に行われた幻冬舎の編集者である箕輪厚介氏とのトークイベントで発せられ、落語家としての名前は「東笑亭ガーシー」であり、デビューは2024年10月の予定とされた。2025年2月、東笑亭ガーシーの名前で初高座した[171]

### 芸能人のアテンド業
- 2022年2月14日に世間へ素性を公表して活動開始したが[3]、その前の27年間には芸能人へのアテンド業を行っていた。主に「芸能人が食事をする場所を手配する」「芸能人の旅行を手配する」「接待をする女性を紹介する」「女性を伴った飲みの席をセッティングする」「集めた女性を選別して容姿が優れている子を芸能人にアテンドする[動画 1]」「名前や顔の知れた有名芸能人に代わって、レストランの予約や旅行・ホテルの手配をする」「有名人の誕生日会の主催」などである[10]。

### 芸能人へのステマ斡旋業
- 芸能人やインフルエンサーに対し所属事務所を通さずステマ業務を斡旋し、税務署に申告せず現金を仲介料として受け取っていた[動画 1]。

### エピソード
- YouTube開設前に連絡したのは、島田紳助、TAKUYA∞（UVERworld）、高橋理洋（FC2創業者）、大阪の親友を含めた6人のみ[動画 11]。TAKUYA∞からは「俺のことやったらなんぼでも言ってくれ、俺はロックだから笑い飛ばす」と激励の言葉を受けた[10]。
- 『FLASH』の取材に「今は私怨でやってるように見られてるんで、今後は世の人のためというスタンスを出していきたい。ダークヒーローから、普通のヒーローになりたい。いつか新しい形の芸能コメンテーターになれればと思っている。」と今後の抱負を話した[10]。
- 2022年8月5日から9日までにかけて、東谷が過去に行った詐欺と、逮捕を避けての国外逃亡等に関して、ネット上で「詐欺の逃亡犯が名誉毀損をして金稼いでる動画に広告を載せたいクライアントが居るわけないでしょ」[172]と自分を批判した西村博之に対して、他の配信者の生配信動画などで激しく攻撃し「吠えれる間は吠えといてええけど、そのうち、吠えられへんようにしたるからな」「俺と違って奥さんいるからね。アキレス腱あるからあいつは。そこ攻められたらあいつは終わってまうから絶対に。だってもう奥さんが『やめて』ってなるやん、精神的に。」「俺が詰めていったら、俺の詰め方はみんなわかってると思うけどえげつないから」「海外いるから大丈夫じゃないから。脅迫って言われても俺は日本にいないから、だから？ってなるから。」と、自ら脅迫という言葉を使って発言した[173]。これらの発言には支持者からも批判が集まることとなり、過去に迷惑系YouTuberとして活動していたへずまりゅうも自身のTwitterで「人の奥さんに脅迫するクソ野郎」 などと非難した。さらに11日、Instagramのライブ配信で「ケンカするならZoomじゃなくて、お互いに顔を合わせてやろうや。ドバイに来てもらってもいいし、俺がフランスに行ってもいいし。もしくはどこかの国で1対1で話そうや。今さら引きこもり根性出しても絶対に許さんからな」と挑発。同日、それに対しTwitterにて一般ユーザーから意見を求められた西村は「ビビりのおっさんは口だけでしょ。2022年8月21日に東京大学に居るので顔出せるものなら出してみてくださいとお伝え下さい。逃亡犯だから来れないんでしたっけ？」とトークイベントの情報を添えて応じた[174]ものの、その後西村の妻本人からTwitter上で苦言を呈されて以降はトーンダウンしている[175]。
- 経済学者の成田悠輔との対談の中では、ガーシーは「YouTubeを始める気はなかった」と話す[176]。お金が底をついたとき知人から暴露本を出さないかと誘われ用意を始めた[172]。しかしYouTubeの方がお金になると知り、暴露本で書こうと思った構想をYouTubeの世界に転嫁したという[176]。
- 幻冬舎の箕輪厚介は東谷義和の本を出すキッカケとして「詐欺して110円しかなくてドバイに逃げた人が、たった206日で参議院議員までなれる」賛否も含め、こんな嘘みたいな話も「死なばもろとも」という覚悟さえ決めれば出来ないことはないんだよ！というのを伝えたいと思ったから。もしも東谷が落選していたら本のオチを東谷の母親か島田紳助へ電話して、喋ってくれた言葉をそのままタイトルとラストエピソードにしようと思ったと「街録ch」で話している。著書『死なばもろとも』は沢木耕太郎の紀行小説『深夜特急』をイメージして作った[動画 12]。
- 選挙に出る前に島田紳助と田村淳に相談。当初は立花孝志経由でNHK党、麻生泰（東京美容外科統括医院長）経由で公明党から政界入りの声がかかった。紳助からは「応援はできないが、お前がやりたいようにやればいい」、田村淳からは「立花さんのほうが東さんの良さが出ますよ」という両アドバイスによりNHK党から立候補することに決めた[動画 13]。
- 2022年7月28日、田村淳が自身のYouTubeチャンネル「田村淳のアーシーch」で生配信を実施し、古くからの友人であるガーシー（東谷義和）との対談が実現したことを明かした[177]。現地のドバイに住むガーシーとのリモート対談で、田村淳は、「久しぶりに目を見ながら話しましたね。いろんなことを話してます」、「やっぱ話してよかったですよ」、「（昔の頃の東谷義和と）変わってないんだよねえ、俺の前では」、「やっぱ、一致しないんだよねえ……」など、その時の様子を語った[177]。
- 2022年8月11日、GMOインターネットグループの熊谷正寿社長が自身のツイッターでネット上でバトルが起きているガーシーとその多くの人たちに停戦を呼びかけた[178]。熊谷正寿はこの状況について「ネットの有名人達が怪獣大戦争みたくなっている」、「ガーシー氏、高橋氏、井川氏、タカポン、ひろゆきくん（の奥さん＝元GMO社長室）、ダイゴくん、全員、知り合いなので早期停戦してほしいと願ってる。全員めちゃくちゃ影響力がある。世の中の巨悪や、世界に遅れを取ってる日本を正す方向へ使って欲しい」と停戦を呼びかけた[178]。熊谷はガーシーについて「色々な意見があると思う。先日直接お話ししたが、ご本人は仁義を重んじ人情が深く筋を通す人」と評している。一方、ガーシーも自身のインスタで「先日、共通の知人を通じて初めてGMOの熊谷さんと話しました。お互いの認識のズレや誤解を直接話したいと言われ、2人で話し、目指すべき道が同じであることがわかりました！直接、連絡してくる男気に脱帽です！」と熊谷を評している[179]。
- 元ジャニーズのカウアン・オカモトが「もし需要があるなら、ジャニーズ時代のことをどこかで喋ってみようか」と思って最初に思いついたのが、ガーシーの動画だった[180]。ガーシーの動画を見ると、【ジャニーズの情報募集中】というのがあったので、それを目にした瞬間、「これだ!」と決めてしまった、という[180]。その後、このガーシーの動画に出た反響は大きく、その動画は50万回以上再生された[180]。
- 2023年9月8日、政治家女子48党（NHKから国民を守る党）の立花孝志党首は、自身のX上で「ガーシーが国会議員時代にやった功績」として、「ジャニーズ事務所をぶっ壊したのは、ガーシー前議員であると言っても過言ではない」と投稿した[181]。その証拠として、立花は、2022年11月にオンライン対談したYouTube動画「ガーシー×カウアン・オカモト緊急生配信」を紹介した。この立花の投稿に、フォロワーからは「このコラボの後はめちゃくちゃ叩かれてた。デマとか嘘つきって言われ続けた。この後、ガーシーはガサも入ったし」、「久々にガーシー見れた」、「昨日の記者会見でガーシーの名前が出なかったところがまだまだ闇だなと思いました」、「風穴をあける。これは非常に勇気が必要なこと」、「ガーシーがいなかったら闇のままやったね」、「まあ、それは認めるけど給与分にもなってない」「文春じゃなかったでしたっけ？」など、さまざまな声が寄せられた[181]。
- ガーシーは、中国の古典「水滸伝」が好きである。横山光輝の歴史漫画「水滸伝」（1967年 - 1971年）を読んで大きな影響を受けたという[182]。
- ガーシーがドバイにいる時、エイベックス会長の松浦勝人、実業家の三崎優太、幻冬舎編集者の箕輪厚介がガーシーに会いにドバイを訪れたという[182]。

## 選挙歴
| 当落 | 選挙                     | 執行日        | 年齢 | 選挙区 | 政党  | 得票数     | 得票率 | 定数 | 得票順位 /候補者数 | 政党内比例順位 /政党当選者数 |
| ---- | ------------------------ | ------------- | ---- | ------ | ----- | ---------- | ------ | ---- | ------------------ | ---------------------------- |
| 当   | 第26回参議院議員通常選挙 | 2022年7月10日 | 50   | 比例区 | NHK党 | 28万7714票 | 68.7%  | 50   | 1/9                | 1/1                          |

## GASYLE（ガシる）

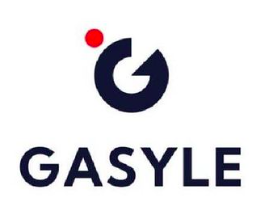
GASYLEのロゴ

2022年8月にリリースしたオンラインサロン、月額3,980円の定額制の動画配信サービス。主なコンテンツ内容は「芸能界や経済界、政界における著名人の不祥事を暴露をする」ということ。
このオンラインサロンは現在閉鎖されているが「GASYLE」として商標登録されている。サイト名の由来は「サーバー開発者の1人から【人々の悪を忖度無しに暴いていくこと】をガーシーする【ガシる】という造語にしませんか？という提案を受け、一時代を創れる様に」と説明している。スローガンは「言論の自由を尊重したSNS」。
またGASYLEとは別に、FC2元社長の高橋理洋が2021年に立ち上げたMastodonベースの無料SNS「GC2」（旧称：GAAC2）でも投稿を行っていたが、東谷の逮捕以降は開発が停止し、その後成長の見込みがなくなったとして2024年5月10日をもって閉鎖された。

## 暴露動画の信憑性
ガーシーの暴露動画は真偽不明な部分が多い。
暴露動画は作られた台本あり
ガーシーの初公判の中で俳優の綾野剛に関する暴露をした女性が供述調書で動画に出演の際にガーシー側から「台本を渡された」と説明した。
4億円強盗犯と名指しデマ
現役女子大生であり実業家でインフルエンサーでもある「みみたん（関口実々花）」は、ガーシーのブレーンである男性と交際をしており、ガーシー関係者とドバイで生活をしていた。が、男性と別れた途端に東谷一味にYouTubeやSNSで「4億円強奪犯」と名指しでLINEのやりとりを捏造して拡散されたという。その後、真犯人は男3人で約1億9000万円相当を盗んだとして逮捕された。今後、みみたんはガーシーに対して名誉棄損で刑事告訴するとした。

## 秋田新太郎との関係
暴露動画の黒幕は海外逃亡犯の秋田新太郎と言われている。秋田新太郎は小売り電気事業の「福島電力」の実質的創業者であり幹部社員として経営に携わっていたが2018年に破産後、詐欺容疑で逮捕。融資金の詐取容疑で再逮捕され執行猶予期間にドバイへ逃亡中。

## 著書
- 『死なばもろとも』（幻冬舎、2022年8月2日）- ISBN 978-4344039926

## 出演

### 雑誌
- 週刊文春（文藝春秋）[189]
- FLASH（光文社）[10]
- 女性セブン（小学館）[32]

### ラジオ
- ガーシー&クワといっしょ（2025年2月28日 - 、CROSS FM） - 桑原彰と共にMC[190]